# Мирон Барновський-Могила
Мирон Барновський-Могила (також Бернавський; Барнавський рум. Miron Barnovschi-Movilă, пол. Miron Barnowski-Mohyła) (пом. 2 липня 1633) — господар Молдови у 1626—1629, 1633 роках.

## Біографія
Батько — боярин Дмитро Барновський. Мати Єлизавета походила з роду Могил, була племінницею господарів Молдови Ієремії та Симеона Могил.
Був чашником (1611), спетаром-зброєносцем господаря (1615—1618), старостою Чернівців (1615), паркалабом (комендантом) Хотинського замку (1618—1621), комендантом і портарем (охоронцем брам) Сучави (1622—1626).
Через хворобу господаря Раду Міхая два останні роки його правління фактично керував князівством, що дозволило йому після смерті Раду (20 січня 1626) бути обраним господарем. Сплативши 100 тисяч золотих данини, був затверджений у Високій Порті. Для відновлення економіки почав проводити реформи, але через відмову сплатити підвищену данину Османській імперії був скинутий османами з престолу 30 серпня 1629 року.
1627 року був посередником на безрезультатних переговорах з приводу будівництва османами прикордонних фортець між представником Речі Посполитої Стефаном Хмелецьким та кимось із османів і татар.
Виїхав до своїх маєтків у Речі Посполитій (одним з них було Устя-Зелене), де отримав визнання свого шляхетства (indygenat), що дозволяло користуватись шляхетськими привілеями.
1633 — молдовські бояри скинули поставленого османами господаря Олександра IV Ілляша і у квітні знову запросили на трон Мирона Барновського-Могилу. Для отримання затвердження він поїхав до Константинополя, де 3 травня 1633 р. османи ув'язнили його за підозрою у підтримці інтересів Речі Посполитої і, можливо, через доноси Василя Лупула, який підняв проти нього заколот.
2 липня 1633 р. — обезголовлений османами.
У заповіті відписав все майно монастирю Драгомирна.

## Фундації

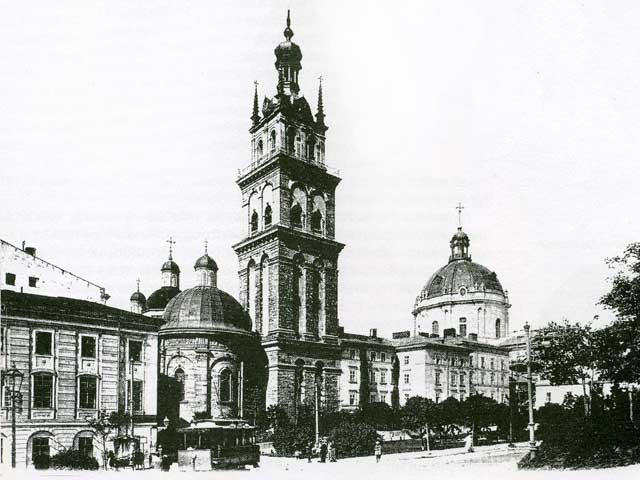
Успенська церква наприкінці XIX ст.

Надавав чималі кошти на підтримку монастирів і церков. На його кошти монастир Драгомирна обвели оборонним муром з кутовими вежами (1627—1635), звели монастирі Барнова (1629), Гангу (1629).
За легендою, спричинився до розбудови найдавнішої оборонної церкви Буковини — Ільїнської (с. Топорівці (Новоселицький район)).
Завдяки його фундації після пожежі вдалось завершити Успенську церкву у Львові та відновити друкарню Львівського Ставропігійського братства (1626).